# پال تلکی (بازیکن فوتبال)
پال تلکی (انگلیسی: Pál Teleki; ۵ مارس ۱۹۰۶ – 1985) بازیکن فوتبال اهل رومانی بود.
وی همچنین در تیم‌های ملی فوتبال رومانی و مجارستان بازی کرده‌است.